# Polygala cuneata
Polygala cuneata là một loài thực vật có hoa trong họ Polygalaceae. Loài này được (Griseb.) S.F. Blake miêu tả khoa học đầu tiên năm 1916.